# Concours Eurovision Asie de la chanson
Le Concours Eurovision Asie de la chanson est un projet équivalent au Concours Eurovision de la chanson pour la région Asie-Pacifique, porté par Blink TV et SBS. Sa toute première édition aurait dû avoir lieu en 2017 mais a été reportée. 
En 2021, Josh Martin, directeur de la SBS, annonce que l'Australie renonce à organiser le concours. Les motifs évoqués sont des difficultés d'organisation, ainsi que des problèmes d'ordre politique.

## Histoire
L'Eurovision Asia Song Contest trouve ses origines dans la volonté du télé-diffuseur australien SBS, avec d'autres partenaires de production, d'explorer l'opportunité d'exporter le format du Concours Eurovision de la chanson à la région Asie-Pacifique. Ce Concours devrait rassembler jusqu'à vingt pays à l'occasion d'une soirée, où aurait lieu une finale. 
Le 18 août 2017, le Concours est officiellement annoncé en développement, avec un site dédié,. Blink TV annonce aussi que l'organisation est trop compliquée pour l'organiser dès 2017. En juillet 2018, l'UER a annoncé que le concours était toujours en développement et n'aurait donc pas lieu en 2018, de même pour 2019. Des problèmes d'ordre politiques font également obstacle à sa création. 
Le pays et la ville hôte ne sont pas connus à cette date, bien que l'Australie, puis la Chine aient été succinctement annoncées comme organisateurs. Toutefois, un représentant de la SBS a déclaré être en discussions avec les villes de Hong Kong, Singapour et Sydney pour accueillir la première édition du concours. Singapour a indiqué que le pays dépenserait 4 M$ afin d'accueillir le concours. Hong-Kong et Sydney ont également déclaré qu'elles contribueraient financièrement à l'accueil si elles étaient désignées. Finalement c'est l'Australie qui a été désignée pour accueillir la première édition du concours en 2019. Lors de l'annonce de l'organisation du concours le 31 octobre 2018, la ville de Gold Coast révèle que le Gold Coast Convention and Exhibition Centre (en) accueillera la compétition.

## Pays participants
Contrairement au Concours européen, pour lequel les télédiffuseurs participants doivent être membres actifs de l'Union européenne de radio-télévision, il n'est pas nécessaire pour les diffuseurs participants d'être membres actifs de l'Union de radio-télévision Asie-Pacifique,.
Participations annoncées (2019) :  Australie,  Chine,  Corée du Sud,  Émirats arabes unis,  Hong Kong,  Inde,  Indonésie,  Japon,  Kazakhstan,  Maldives,  Nouvelle-Zélande,  Papouasie-Nouvelle-Guinée,  Philippines,  Îles Salomon,  Singapour,  Turquie,  Vanuatu,  Viêt Nam.